# サラ・コノリー

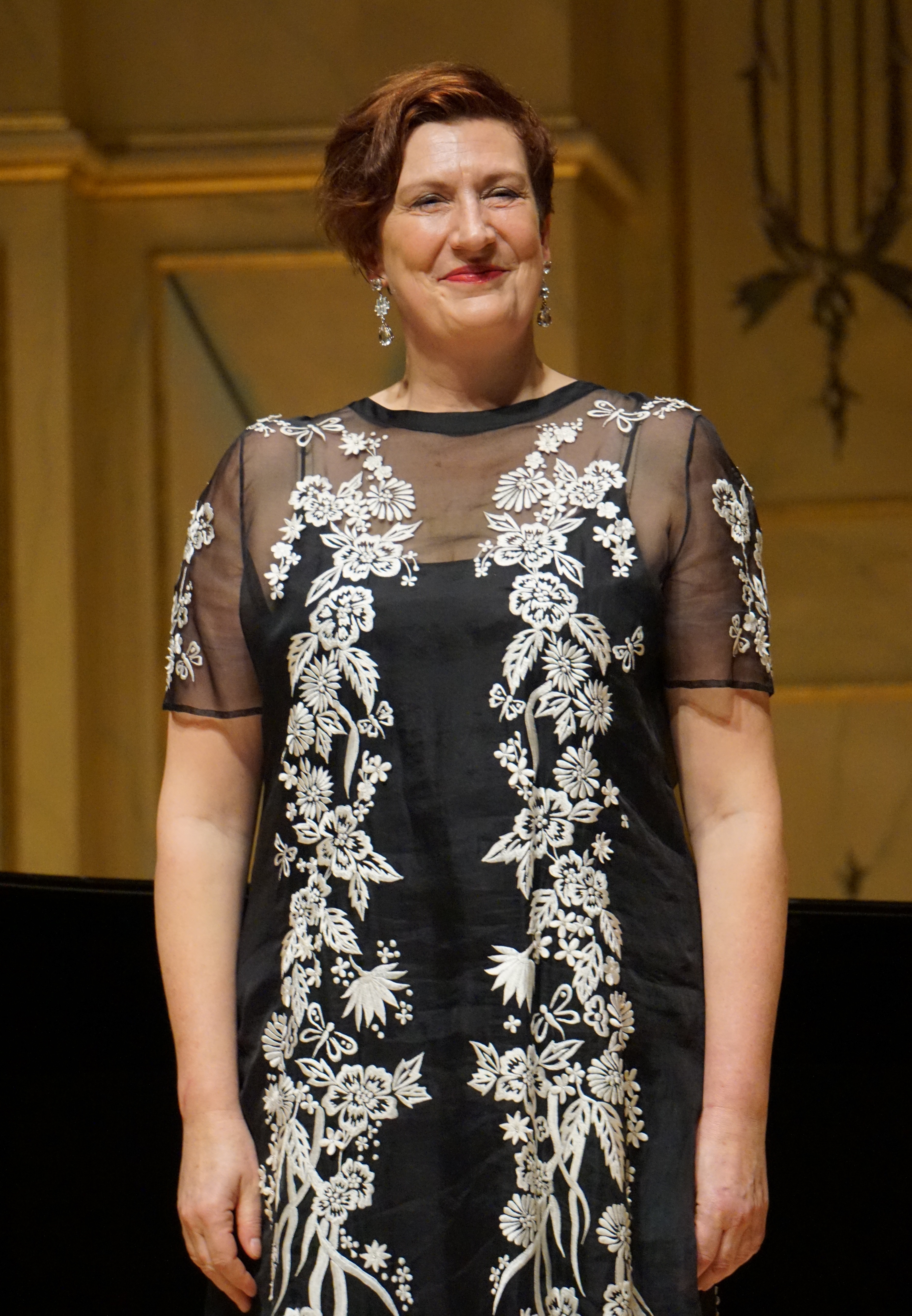
サラ・コノリー (2017年)

サラ・コノリー（Sarah Connolly, 1963年6月13日 - ）は、イギリス出身のメゾソプラノ歌手。
ダラムの生まれ。ロンドン王立音楽大学でピアノと声楽を学び、ジェラルド・マーティン・ムーアの薫陶を受けた。BBCシンガースの団員を経て1992年からグラインドボーン音楽祭の合唱団員として舞台に立つようになった。1994年にリヒャルト・シュトラウスの《ばらの騎士》のアンニーナ役として初舞台を踏み、1998年にイングリッシュ・ナショナル・オペラでゲオルク・フリードリヒ・ヘンデルの《セルセ》の表題役を歌って名が知られるようになった。2009年にコヴェントガーデン王立歌劇場に初出演を果たす。2010年にはCBEを受勲。